# Коминтерновское муниципальное образование

Схема расположения в Энгельсском муниципальном районе.

Коминтерновское муниципальное образование — упразднённое в 2013 году муниципальное образование в составе Энгельсского муниципального района  Саратовской области со статусом сельского поселения.
Административный центр — посёлок Коминтерн.

## История
Образовано Законом Саратовской области от 27 декабря 2004 года № 106-ЗСО «О муниципальных образованиях, входящих в состав Энгельсского муниципального района».
Законом Саратовской области от 16 мая 2013 года № 71−ЗСО Коминтерновское и Новопушкинское муниципальные образования преобразованы путём их объединения во вновь образованное муниципальное образование «Новопушкинское муниципальное образование Энгельсского муниципального района Саратовской области» наделённое статусом сельского поселения.

## Органы местного самоуправления
Высшее должностное лицо — Глава Коминтерновского муниципального образования Коротков Алексей Леонидович (р. 1974), с октября 2008 года, возглавляет представительный орган местного самоуправления — Коминтерновский сельский Совет (состоит из 9 депутатов, избираемых на 5 лет).
Исполнительно-распорядительный орган местного самоуправления — Коминтерновская сельская администрация, которую с января 2006 года возглавляет глава администрации Хакимов Марат Зуфарович (р. 1981), работающий по контракту с Коминтерновским сельским Советом.

## Официальные символы
Коминтерновский сельский Совет своим решением от 22 марта 2006 г. № 26/09 «Об использовании официальной символики Коминтерновского муниципального образования Энгельсского района Саратовской области» решил использовать в качестве официальных символов Коминтерновского муниципального образования герб и флаг Энгельсского муниципального района.

## Населённые пункты
- посёлок Коминтерн — административный центр муниципального образования
- посёлок  Голубьевка
- посёлок  Придорожный
- посёлок  Пробуждение